# 558e Volksgrenadierdivisie
De 558e Grenadierdivisie / 558e Volksgrenadierdivisie (Duits: 558. Grenadier-Division / 558. Volksgrenadier-Division) was een Duitse infanteriedivisie tijdens de Tweede Wereldoorlog. 

## Geschiedenis
De divisie werd opgericht als zogenaamde Sperrdivisie op 11 juli 1944 op Oefenterrein Grafenwöhr door Wehrkreis XIII als onderdeel van de 29. Welle. 

## 558e Grenadierdivisie
De divisie werd in augustus 1944 verplaatst naar het oostfront in Litouwen. Vanaf september 1944 kwam de divisie in actie rond Suwałki en bleef in dit gebied gedurende enkele maanden. Op 9 oktober 1944 werd de divisie omgedoopt tot 558e Volksgrenadierdivisie.

## 558e Volksgrenadierdivisie
De divisie zou zich meteen ook op dezelfde stand moeten zetten als de divisies van de 32. Welle. De divisie lag in stelling bij Raczki. Hier kwam het front tot rust tot begin 1945. Op 13 januari 1945 barstte het Sovjet Oost-Pruisenoffensief los. De divisie werd niet direct aangevallen, maar moest toch terugtrekken en belandde in februari 1945 in de Heiligenbeil pocket. Resten van de divisie ontsnapten nog per schip naar Samland en eindigden daar.
De resten van de 558e Volksgrenadierdivisie gaven zich op 25 april 1945 in Pillau over aan Sovjettroepen.

## Bovenliggende bevelslagen
| Legerkorps       | Leger            | Legergroep            | Plaats/regio | Begin          | Eind          |
| ---------------- | ---------------- | --------------------- | ------------ | -------------- | ------------- |
| 41e Pantserkorps | 4. Armee         | Heeresgruppe Mitte    | Suwałki      | september 1944 | november 1944 |
| Kavalleriekorps  | 4. Armee         | Heeresgruppe Mitte    | Raczki       | november 1944  | december 1944 |
| 6e Legerkorps    | 4. Armee         | Heeresgruppe Mitte    | Raczki       | december 1944  | januari 1945  |
| 20e Legerkorps   | 4. Armee         | Heeresgruppe Mitte    | Oost-Pruisen | februari 1945  | maart 1945    |
| Festung Pillau   | Armee Ostpreußen | Heeresgruppe Weichsel | Samland      | 7 april 1945   | 25 april 1945 |

## Commandanten
| Rang            | Naam               | Begin        | Eind          |
| --------------- | ------------------ | ------------ | ------------- |
| Generalleutnant | Arthur Kullmer     | 15 juli 1944 | 5 april 1945  |
| Generalleutnant | Werner von Bercken | 5 april 1945 | 25 april 1945 |

## Samenstelling
- Grenadier-Regiment 1122
- Grenadier-Regiment 1123
- Grenadier-Regiment 1124
- Artillerie-Regiment 1558
- Divisie-eenheden 1558, deels ook 558